# 山之外
《山之外》（羅馬尼亞語：După dealuri）是一部2012年克里斯蒂安·蒙久编剧、执导的罗马尼亚剧情片。由罗马尼亚与法国、比利时联合出品。入围2012年第65届戛纳国际电影节主竞赛单元，获得最佳编剧和最佳女演员（两位女主演分享）两个奖。

## 剧情
讲述两名年轻修女在罗马尼亚的一座正统女修道院進行驅魔時发生的故事。

## 角色
- Cosmina Stratan - Voichiţa
- Cristina Flutur - Alina
- Valeriu Andriuţă - Priest
- Dana Tapalaga - Mother superior
- Catalina Harabagiu - Antonia
- Gina Tandura - nun Iustina
- Vica Agache - nun Elisabeta
- Nora Covali - Nun Pahomia
- Dionisie Vitcu - Mr. Valerica

## 制作
剧本改编自罗马尼亚女记者Tatiana Niculescu Bran所写的两本记实类文学书籍——纪录在摩尔多瓦修道院里的一名年轻修女在驱魔仪式后2005年去世的事件。
制作公司包括罗马尼亚的 Mobra Film 与 Mandragora Movies，法国的 Why Not Productions, Wild Bunch 和 France 3 Cinéma，以及比利时的 Les Films du Fleuve。
本片获得罗马尼亚国家电影中心273,100欧元的资助，以及来自欧洲议会电影基金组织——Eurimages40万欧元的支持。拍摄日期为2011年11月至2012年2月。

## 发行
影片于5月19日在第65届戛纳国际电影节上亮相首映。美国于2013年3月8日上映。

## 评价
第85屆國家評論協會獎五大外語片